# Мелито-Ирпино
Мелито-Ирпино (итал. Melito Irpino) — коммуна в Италии, располагается в регионе Кампания, в провинции Авеллино.
Население составляет 1996 человек, плотность населения составляет 100 чел./км². Занимает площадь 20 км². Почтовый индекс — 83030. Телефонный код — 0825.
Покровителем коммуны почитается Святой Эгидий, празднование 1 сентября.